# Phagnalon saxatile
Phagnalon saxatile és un camèfit de la família de les asteràcies que habita a la conca del Mediterrani des de la península Ibèrica i nord-oest d'Àfrica cap a l'est fins als Balcans, excepte Creta. Als Països Catalans es troba distribuïda per tot el territori excepte la plana de Lleida i els Pirineus.

## Etimologia
El seu nom específic saxatile prové del llatí saxatilis, que deriva de saxum (penyal, roca, pedra) Com que creix entre penyes o roques, en llocs pedregosos.

## Hàbitat
Viu en hàbitats rocosos i murs, sòls margosos i pedregosos.

## Descripció
Forma una mata de fins a 0,5 m, generalment ramificat a la base. Les fulles són verdes per l'anvers i blanques pel revers, linears o lanceolades. Les flors s'agrupen en capítols solitaris sobre llargs peduncles. Les bràctees del capítol són punxegudes, les externes posteriorment separades fins a revolutes, els capítols són més o menys assentats, petits. L'involucre té forma de pera, aixafat. Els capítols es troben solitaris sobre de les tiges, a diferència de Phagnalon sordidum que té els capítols agrupats. Es pot confondre amb Phagnalon rupestre, però es diferència per les fulles més estretes i les bràctees de l'involucre molt agudes i les externes reflexes cap a defora. És una planta indicadora de sòls secs i pobres en nitrogen.

## Noms vernacles
Artemisa borda, botgeta d'esca, botgeta esquera, camamilla d'esca, herba del reuma, herba morenera, mançanella, morenera prima, ullastre de frare, mançanilla borda, mançanilla vera i oastre de frare.

## Galeria

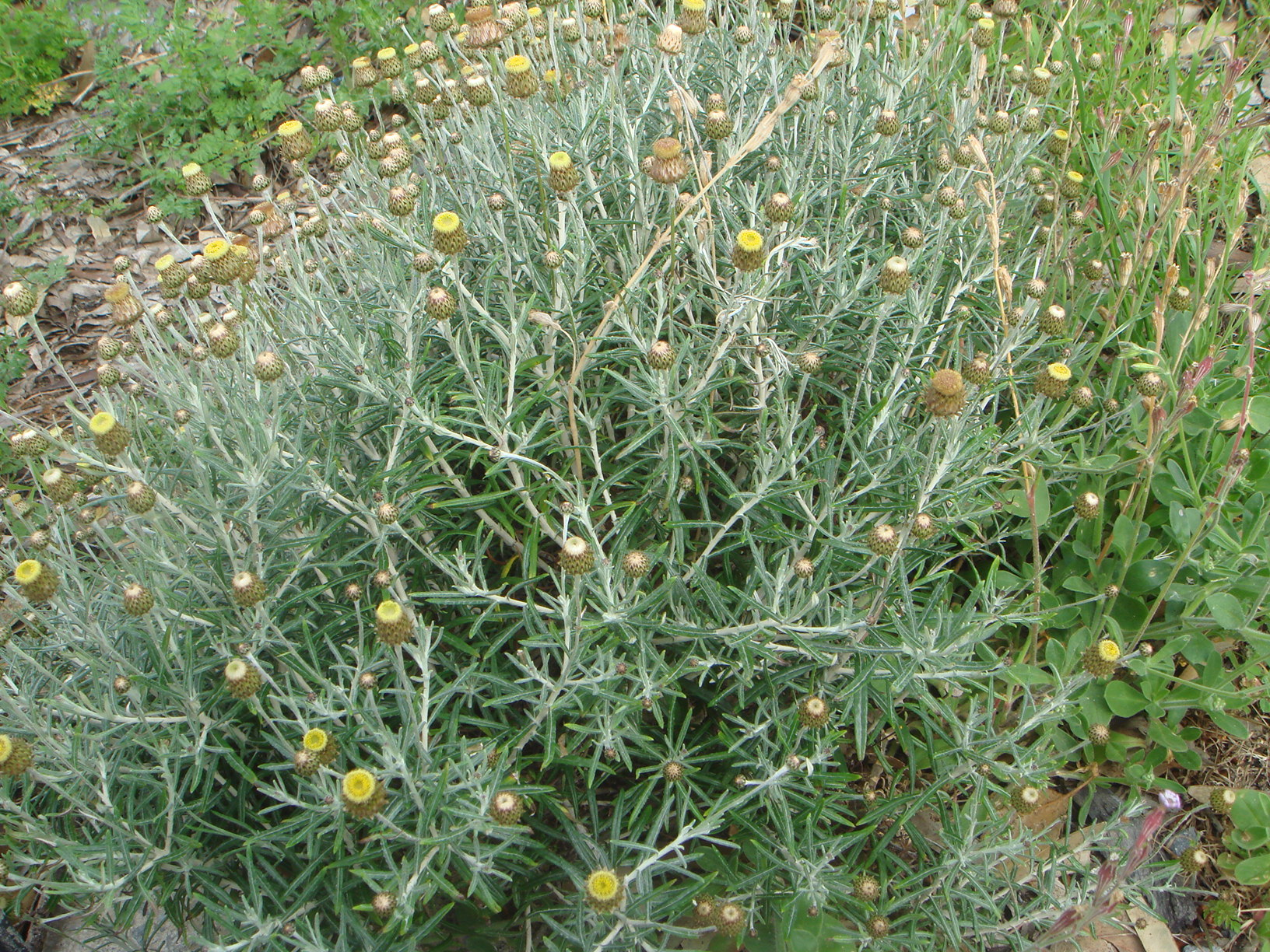
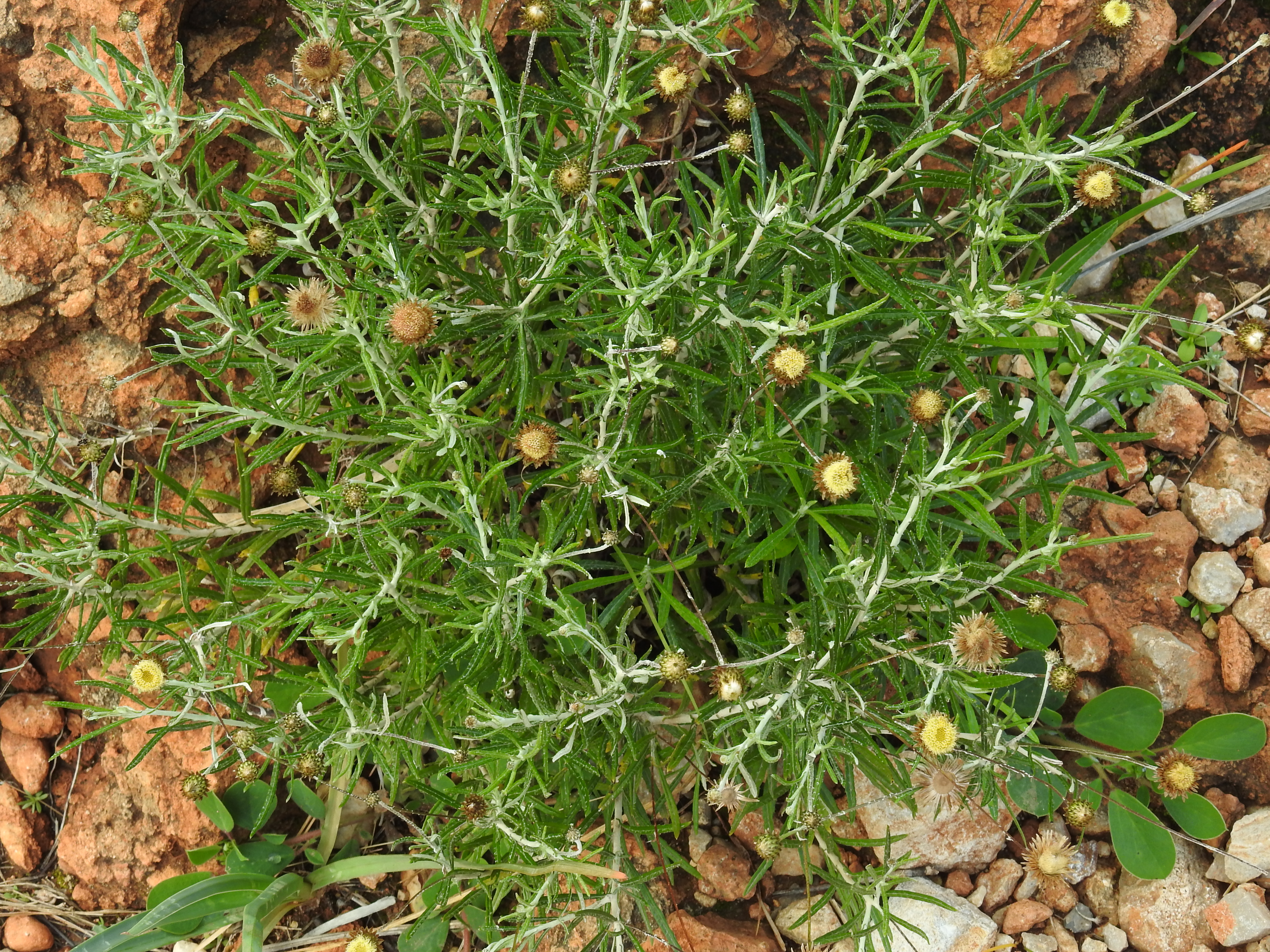
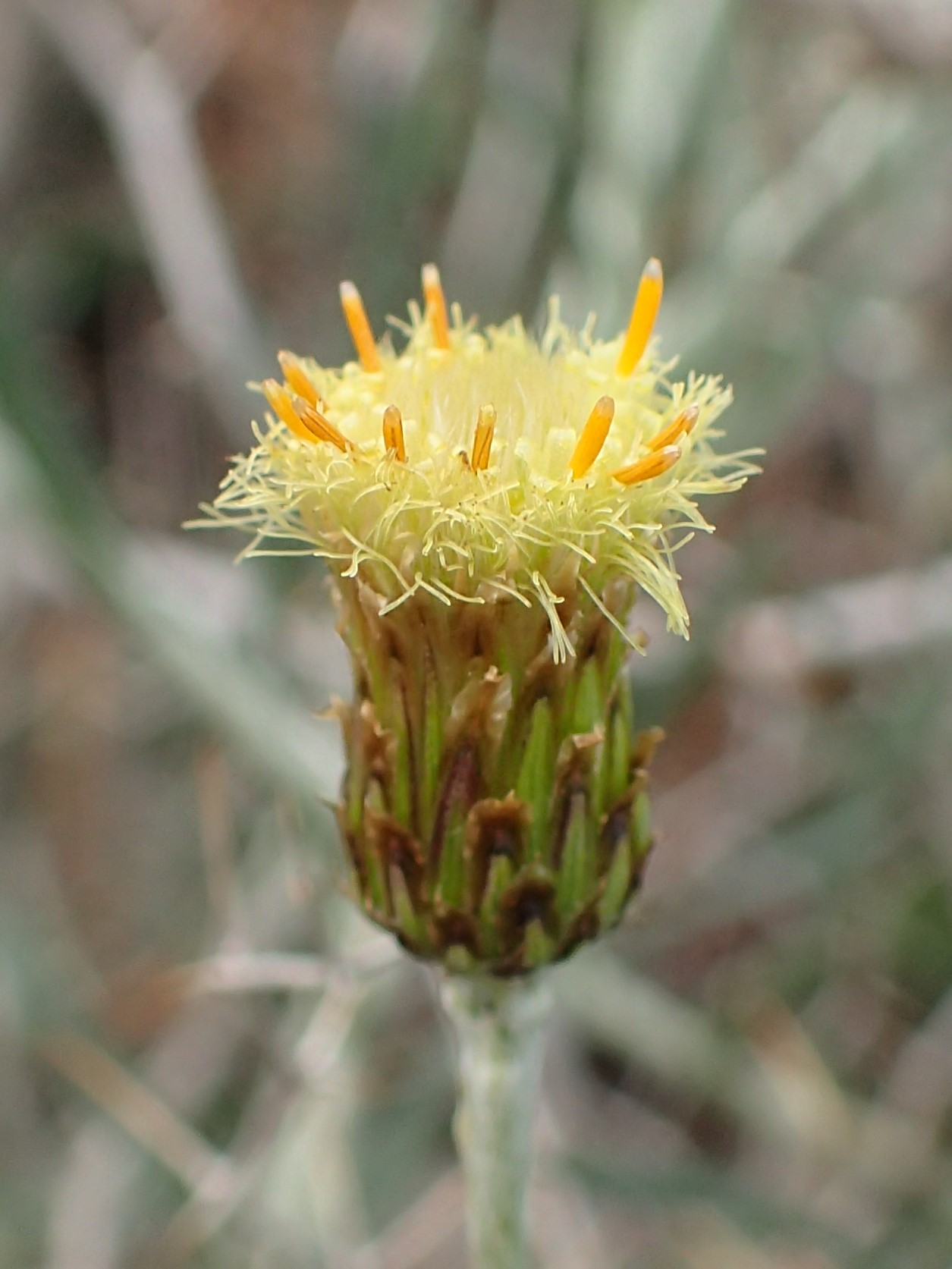
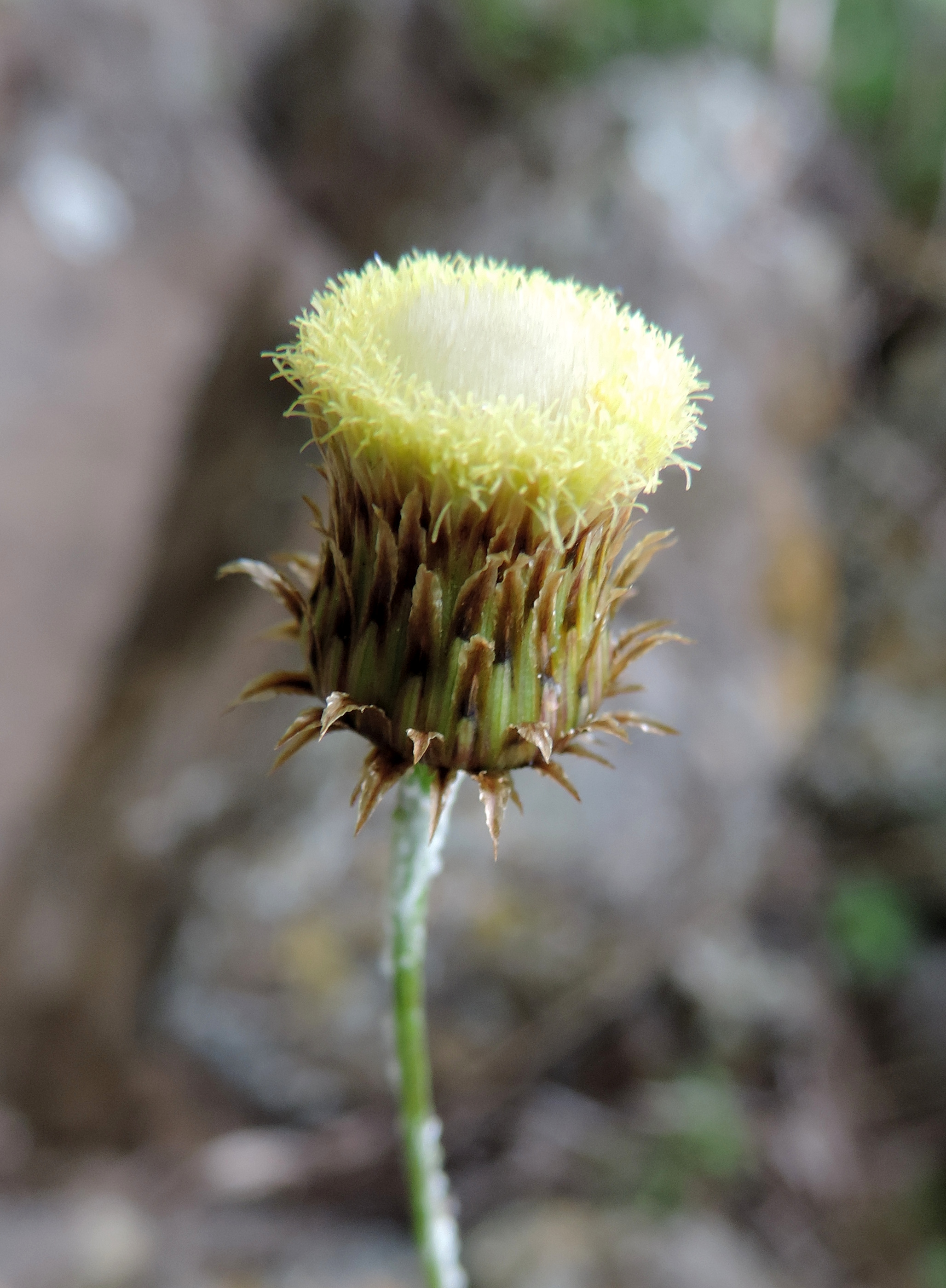
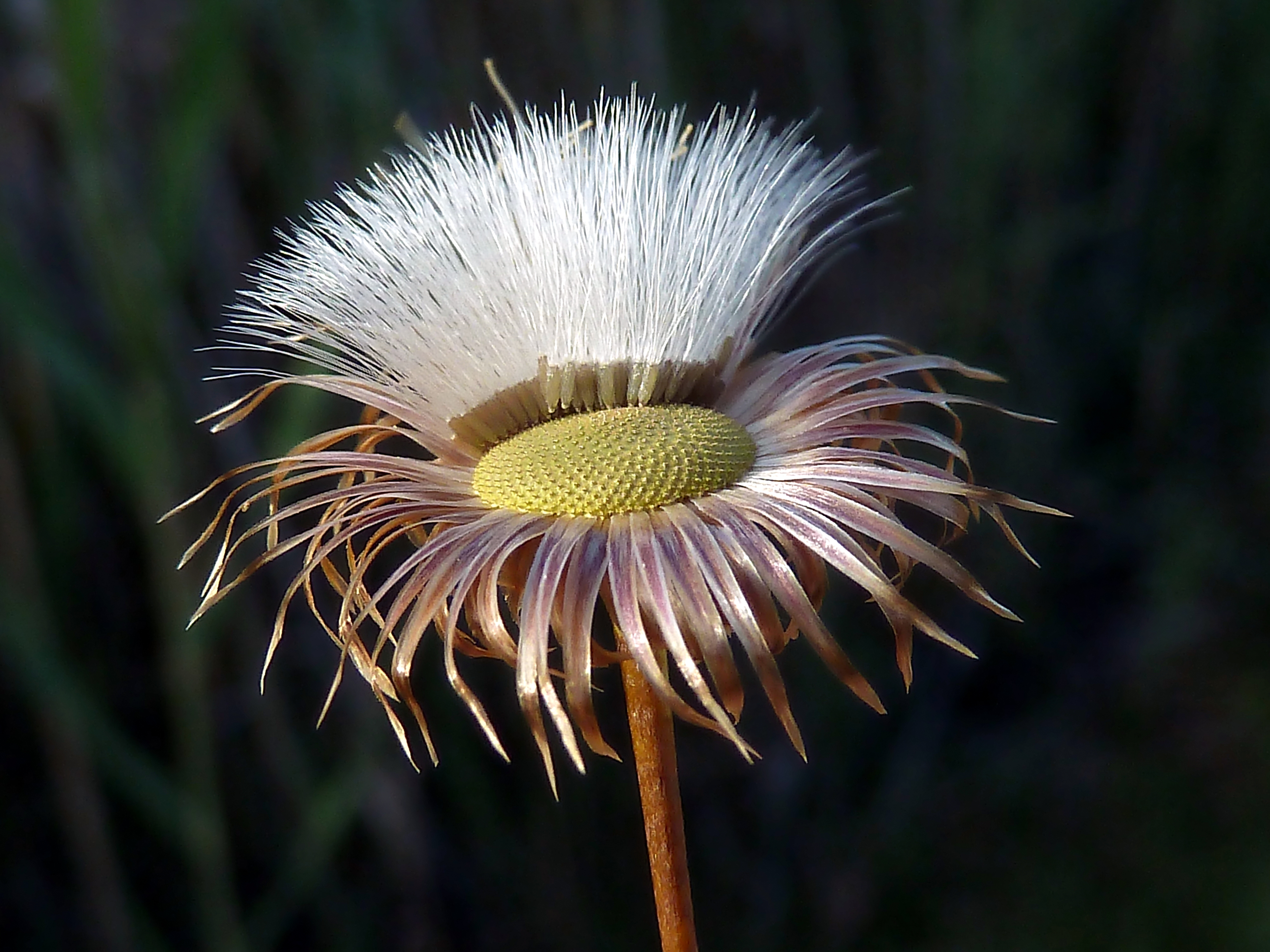